# Код убивці
Код вбивці (англ. Assassins' Code) — американський трилер 2011 року.

## Сюжет
Фільм про розробку небезпечної смертоносної зброї, інформація про яку зберігається на диску. Якщо систему привести в дію, то здійснитися ланцюг подій, на які розраховують підступні творці диска. Але цього в жодному разі не можна допустити. За складну справу беруться двоє найкращих агентів. Їм прийдеться використовувати всю свою мужність, майстерність та вміння для того, щоб врятувати світ.

## У ролях
- Джуліан Лі — Пол Торн
- Чхве Мін Су — Карл Кім
- Джон Севедж — Арло
- Мартін Коув — Тоні Брилл
- Крістофер Аткінс — Деніел Додд
- Річард Молл — Ернест Альтман
- Кірк Балц — Пауерс
- Тіффані Йі — Дженніфер
- Ліндсей МакФарленд — Ангела
- Крістін Вітні — Сальма
- Джессіка Різо — Стейсі
- Ейлін Баркер — Лаура
- Елізабет Роуз — Марія
- Тед Таскі — Чарльз
- Веслі Аллан Беррі — Док Рейнольдс
- Максімілліан Чау — Пістол Люк
- Кі Янг Чой — північнокорейський вбивця
- Сванн Крістофер — сусід
- Тереза Кокас — NA Member Тереза
- Кріс Кофлін — офіцер Меллорі
- Джейсон Ковьелло — Гордон Пітерсон
- Ларрі Керрі мол. — Самір Фазлі
- Том Дойл — хірург
- Джонатан Фаруелл — спонсор
- Алан Фразе — Клем Чанг
- Хіт С. Хейн — сусід
- Хугі Джеймс — Хугі
- Кемерон Келач — Челіні
- Боббі Кім — корейський генерал
- Пем Ленгсам — Oather
- Пенні Левайн — агент ФБР
- Рейчел Лівайн — агент ФБР
- Карен Лінкольн — йога дівчина
- Тейлор Лінкольн — хлопець в парку
- Гахардо Ліндсі — Джеймс
- Білл Мейс — NA Member — Білл
- Брайан МакКаллі — охоронець клуба
- Кірк Монтгомері — диктор 1
- Маргарет Мерфі — користувач
- Джемі Річардсон — агент ФБР
- Майкл Сімпсон — поліцейський
- Скотт Такеда — Techie
- Лерамі Вільямс — офіцер Барнс